# Tom Hallick
Tom Hallick (né le 13 juin 1941 à New York) est un acteur américain.

## Biographie
Tom Hallick est notamment connu pour avoir interprété le premier personnage à apparaître dans le tout premier épisode du feuilleton Les Feux de l'amour qu'il quittera en 1978.

## Filmographie

### Cinéma
- 1984 : Rare Breed de David Nelson : Luigi Nelson
- 1994 : Skin Gang de Wings Hauser : Dr. Rivers
- 1995 : Guns and Lipstick de Jenö Hodi : Alex Themopolis, Lawyer
- 1998 : Horton, drôle de sorcier de Harry Bromley Davenport : Dirk
- 1999 : Mon Martien bien-aimé de Donald Petrie : Howard Greenly
- 2010 : Cage Free de Keith Holland : Maître

### Télévision
- 1973 à 1978 : Les Feux de l'amour : Brad Elliot
- 1976 : Time Travelers - téléfilm de Alexander Singer : Jeff Adams
- 1978 : Le Retour du capitaine Nemo (The Return of Captain Nemo) - téléfilm de Alex March et Paul Stader : Tom Franklin
- 1983 : Pour l'amour du risque - saison 5 - épisode 4 : Duke Vintner
- 1984 : Matt Houston - saison 2 - épisode 13 : Robert Hackett
- 1984 : Lottery! - saison 1 - épisode 15 :
- 1985 : Harry Fox, le vieux renard - saison 1 - épisode 10 :
- 1985 : L'Homme qui tombe à pic - saison 5 - épisode 8 : Max Diehl
- 1986 : Dynastie - saison 6 - épisode 26 : Winston Towers
- 1988 : Matlock - saison 2 - épisode 13 : Victor Kendel
- 1988 : Flic à tout faire - saison 2 - épisode 4 :
- 2009 : Cold Case : Affaires classées - saison 6 - épisode 13 : Mort Ackerson 2009
- 2009 : Nip/Tuck - saison 6 - épisode 9 : Loan l'officier de la banque
- 2014 : Les Feux de l'amour : Chauffeur routier (Il aide Phyllis Newman à revenir à Génoa-City)